# Lolcat
En lolcat er et foto af en kat med en passende tekst på. Teksten symboliserer oftest enten en tanke, tale eller beskrivelse som har relevans til billedets indhold.
Typiske lolcat-tekster er som regel skrevet med Impact-fonten, og skrevet med lolcats interne sprog, "Kitteh," som er grammatisk og fejlskrevet engelsk – i stil med lydsprog. "Kitteh" kan forveksles med babysprog.